# Okres Lenti

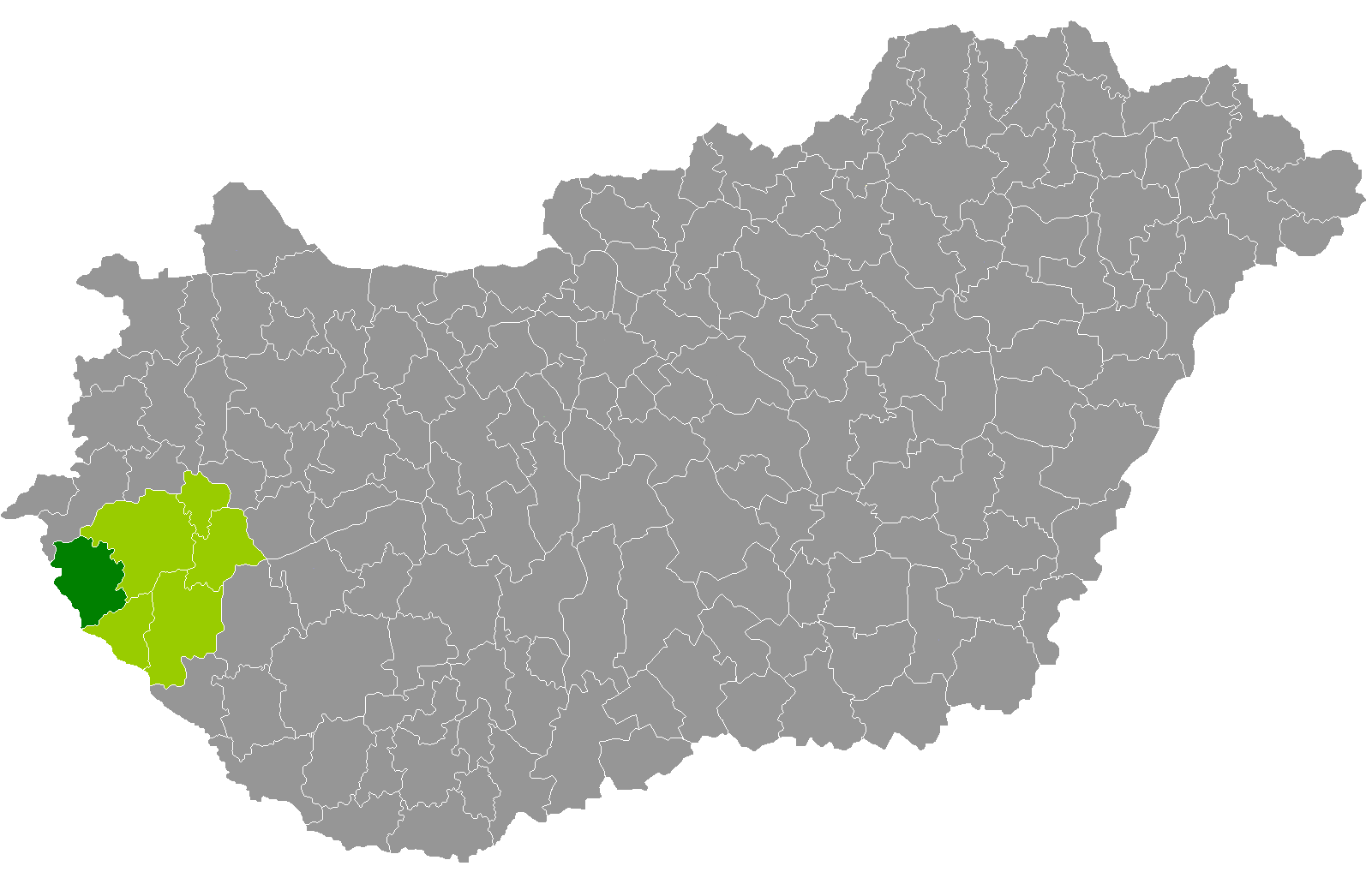
Okres Lenti

Okres Lenti se nachází v župě Zala v jihozápadním Maďarsku. Okresním městem je od roku 2013 město Lenti.

## Poloha
Okres leží v oblasti Zadunají (maď. Dunántúl). Jeho nadmořská výška je zhruba v rozmezí od 150 m na jihu až do 300 m. Okresem protéká od severozápadu směrem na jihovýchod říčka Kerka, která se na jihu vlévá do Ledavy a následně do řeky Mura. Na západě hraničí okres se Slovinskem. Rozloha okresu je 624,12 km².

## Doprava
Okresem prochází z východu od Balatonu hlavní silnice č. 75 a od severu silnice č. 86 ze Szombathely. Obě směřují k hraničnímu přechodu do Slovinska. Železniční trať vede z vesnice Rédics přes okresní město Lenti do župního města Zalaegerszegu.

## Sídla a obyvatelé
Okres je tvořen jedním městem a 47 vesnicemi.
|    | Jméno              | Typ obce    | Obyvatel | Rozloha (km²) |  | - |  |    | Jméno             | Typ obce | Obyvatel | Rozloha (km²) |
| -- | ------------------ | ----------- | -------- | ------------- |  | - |  | -- | ----------------- | -------- | -------- | ------------- |
| 1  | Lenti              | okres.město | 7 961    | 73,80         |  |   |  | 25 | Lendvajakabfa     | vesnice  | 19       | 6,18          |
| 2  | Alsószenterzsébet  | vesnice     | 57       | 9,63          |  |   |  | 26 | Lovászi           | vesnice  | 1 242    | 9,67          |
| 3  | Baglad             | vesnice     | 50       | 4,86          |  |   |  | 27 | Magyarföld        | vesnice  | 29       | 8,89          |
| 4  | Barlahida          | vesnice     | 120      | 6,09          |  |   |  | 28 | Márokföld         | vesnice  | 43       | 7,44          |
| 5  | Belsősárd          | vesnice     | 97       | 9,79          |  |   |  | 29 | Mikekarácsonyfa   | vesnice  | 277      | 8,50          |
| 6  | Bödeháza           | vesnice     | 43       | 6,67          |  |   |  | 30 | Nemesnép          | vesnice  | 118      | 9,72          |
| 7  | Csesztreg          | vesnice     | 860      | 23,00         |  |   |  | 31 | Nova              | vesnice  | 821      | 39,29         |
| 8  | Csömödér           | vesnice     | 636      | 7,79          |  |   |  | 32 | Ortaháza          | vesnice  | 108      | 7,03          |
| 9  | Dobri              | vesnice     | 155      | 7,89          |  |   |  | 33 | Páka              | vesnice  | 1 156    | 23,18         |
| 10 | Felsőszenterzsébet | vesnice     | 17       | 8,24          |  |   |  | 34 | Pórszombat        | vesnice  | 290      | 15,52         |
| 11 | Gáborjánháza       | vesnice     | 71       | 5,07          |  |   |  | 35 | Pördefölde        | vesnice  | 52       | 19,12         |
| 12 | Gosztola           | vesnice     | 54       | 6,98          |  |   |  | 36 | Pusztaapáti       | vesnice  | 27       | 10,59         |
| 13 | Hernyék            | vesnice     | 101      | 10,31         |  |   |  | 37 | Ramocsa           | vesnice  | 31       | 2,73          |
| 14 | Iklódbördőce       | vesnice     | 281      | 12,30         |  |   |  | 38 | Rédics            | vesnice  | 916      | 25,32         |
| 15 | Kálócfa            | vesnice     | 160      | 10,21         |  |   |  | 39 | Resznek           | vesnice  | 279      | 18,42         |
| 16 | Kányavár           | vesnice     | 122      | 4,20          |  |   |  | 40 | Szécsisziget      | vesnice  | 218      | 6,20          |
| 17 | Kerkabarabás       | vesnice     | 276      | 10,29         |  |   |  | 41 | Szentgyörgyvölgy  | vesnice  | 427      | 29,58         |
| 18 | Kerkafalva         | vesnice     | 100      | 18,50         |  |   |  | 42 | Szijártóháza      | vesnice  | 28       | 3,78          |
| 19 | Kerkakutas         | vesnice     | 126      | 20,07         |  |   |  | 43 | Szilvágy          | vesnice  | 182      | 24,27         |
| 20 | Kerkateskánd       | vesnice     | 169      | 8,94          |  |   |  | 44 | Tormafölde        | vesnice  | 323      | 18,86         |
| 21 | Kissziget          | vesnice     | 189      | 7,07          |  |   |  | 45 | Tornyiszentmiklós | vesnice  | 607      | 18,52         |
| 22 | Kozmadombja        | vesnice     | 51       | 7,63          |  |   |  | 46 | Zalabaksa         | vesnice  | 689      | 16,10         |
| 23 | Külsősárd          | vesnice     | 69       | 1,52          |  |   |  | 47 | Zalaszombatfa     | vesnice  | 45       | 5,89          |
| 24 | Lendvadedes        | vesnice     | 25       | 4,02          |  |   |  | 48 | Zebecke           | vesnice  | 66       | 4,45          |

V lednu 2013 v tomto okresu žilo 19 783 obyvatel. Obyvatelé pracují především v zemědělství a v živočišné výrobě.